# Breaza (Mureș)
Pour les articles homonymes, voir Breaza.
Breaza (Beresztelke en hongrois, Bretzdorf en allemand) est une commune roumaine du județ de Mureș, dans la région historique de Transylvanie et dans la région de développement du Centre.

## Géographie
La commune de Breaza est située dans le nord-est du județ, sur le Luț, affluent de la rive droite du Mureș, dans les collines de Madaraș, à 4 km au sud-ouest de Reghin et à 20 km au nord-est de Târgu Mureș, le chef-lieu du județ.
La municipalité est composée des trois villages suivants (population en 2002) :
- Breaza (1 207), siège de la municipalité ;
- Filpișu Mare (869) ;
- Filpișu Mic (455).

## Histoire
La première mention écrite du village date de 1319.
La commune de Breaza a appartenu au royaume de Hongrie, puis à l'empire d'Autriche et à l'Empire austro-hongrois.
En 1876, lors de la réorganisation administrative de la Transylvanie, elle a été rattachée au comitat de Maros-Torda.
La commune de Breaza a rejoint la Roumanie en 1920, au traité de Trianon, lors de la désagrégation de l'Autriche-Hongrie. Elle a été de nouveau occupée par la Hongrie de 1940 à 1944, période durant laquelle la petite communauté juive fut exterminée par les nazis. Elle est redevenue roumaine en 1945.

## Politique
Le conseil municipal de Breaza compte 11 sièges de conseillers municipaux. À l'issue des élections municipales de juin 2008, Gheorghe Chira (PNL) a été élu maire de la commune.
| Parti                                      | Nombre de conseillers |
| ------------------------------------------ | --------------------- |
| Parti national libéral (PNL)               | 7                     |
| Union démocrate magyare de Roumanie (UDMR) | 4                     |

## Religions
En 2002, la composition religieuse de la commune était la suivante :
- Chrétiens orthodoxes, 52,03 % ;
- Réformés, 43,26 % ;
- Catholiques romains, 2,01 %.

## Démographie
En 1900, la commune comptait 942 Roumains (35,57 %), 1 610 Hongrois (60,80 %) et 20 Allemands (0,76 %).
En 1930, on recensait 1 087 Roumains (39,64 %), 1 498 Hongrois (54,63 %), 9 Allemands (0,33 %), 10 Juifs (0,36 %) et 137 Tsiganes (5,00 %).
En 2002, 1 105 Roumains (43,65 %) côtoient 1 138 Hongrois (44,96 %) et 284 Tsiganes (11,22 %). On comptait à cette date 870 ménages.
| 1850  | 1880  | 1900  | 1910  | 1930  | 1956  | 1977  | 1992  | 2002  |
| ----- | ----- | ----- | ----- | ----- | ----- | ----- | ----- | ----- |
| 1 913 | 2 150 | 2 601 | 2 648 | 2 743 | 3 120 | 2 937 | 2 484 | 2 531 |

| 2007  | - | - | - | - | - | - | - | - |
| ----- | - | - | - | - | - | - | - | - |
| 2 542 | - | - | - | - | - | - | - | - |

## Économie
L'économie de la commune repose sur l'agriculture et l'élevage.

## Communications

### Routes
Breaza est située sur la route nationale DN16 qui relie Reghin avec Cluj-Napoca et à quelques kilomètres de la route nationale DN15A qui relie Reghin et Bistrița.